# SB-Warenhaus

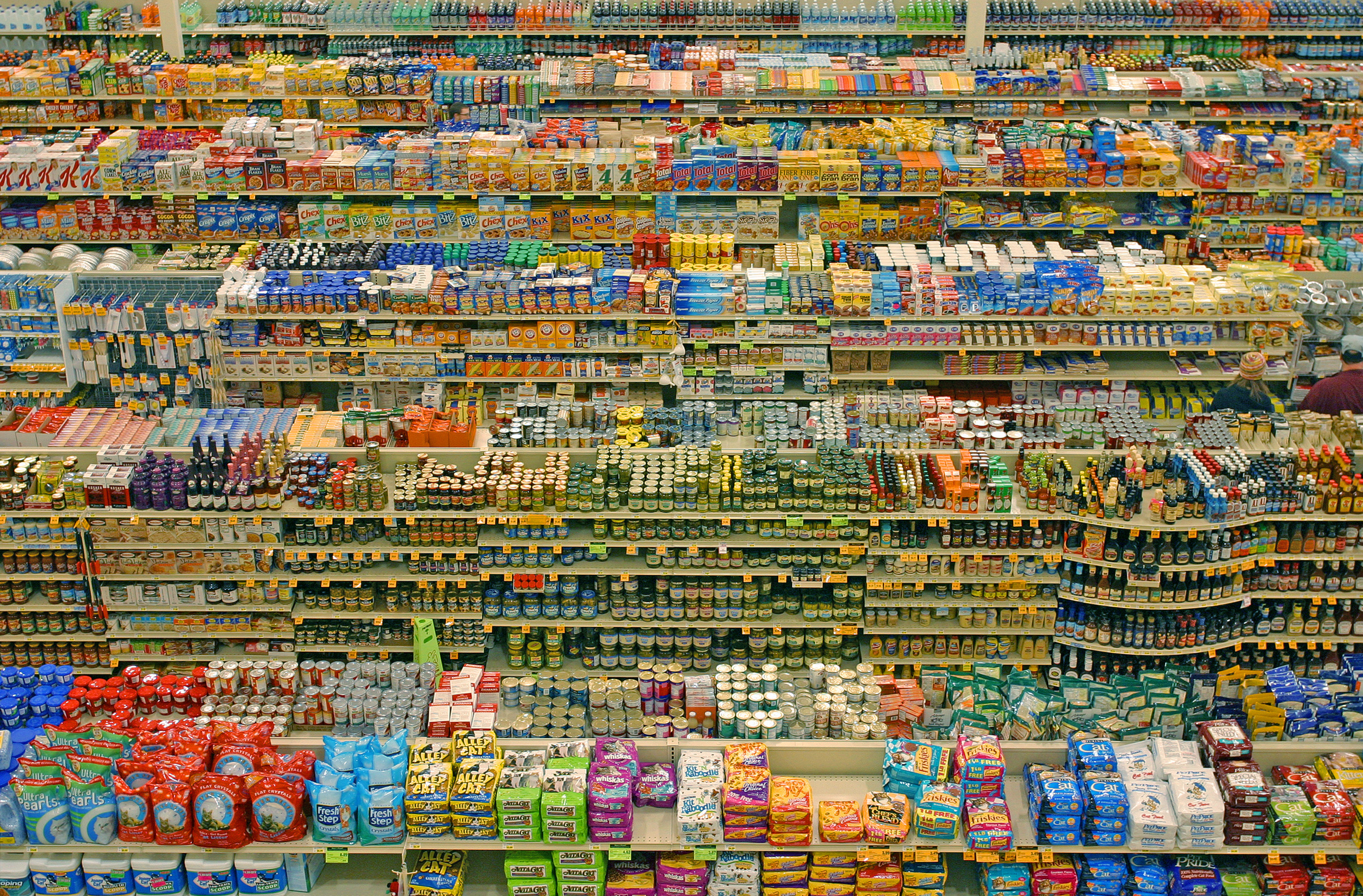
Innenansicht eines US-amerikanischen Hypermarktes

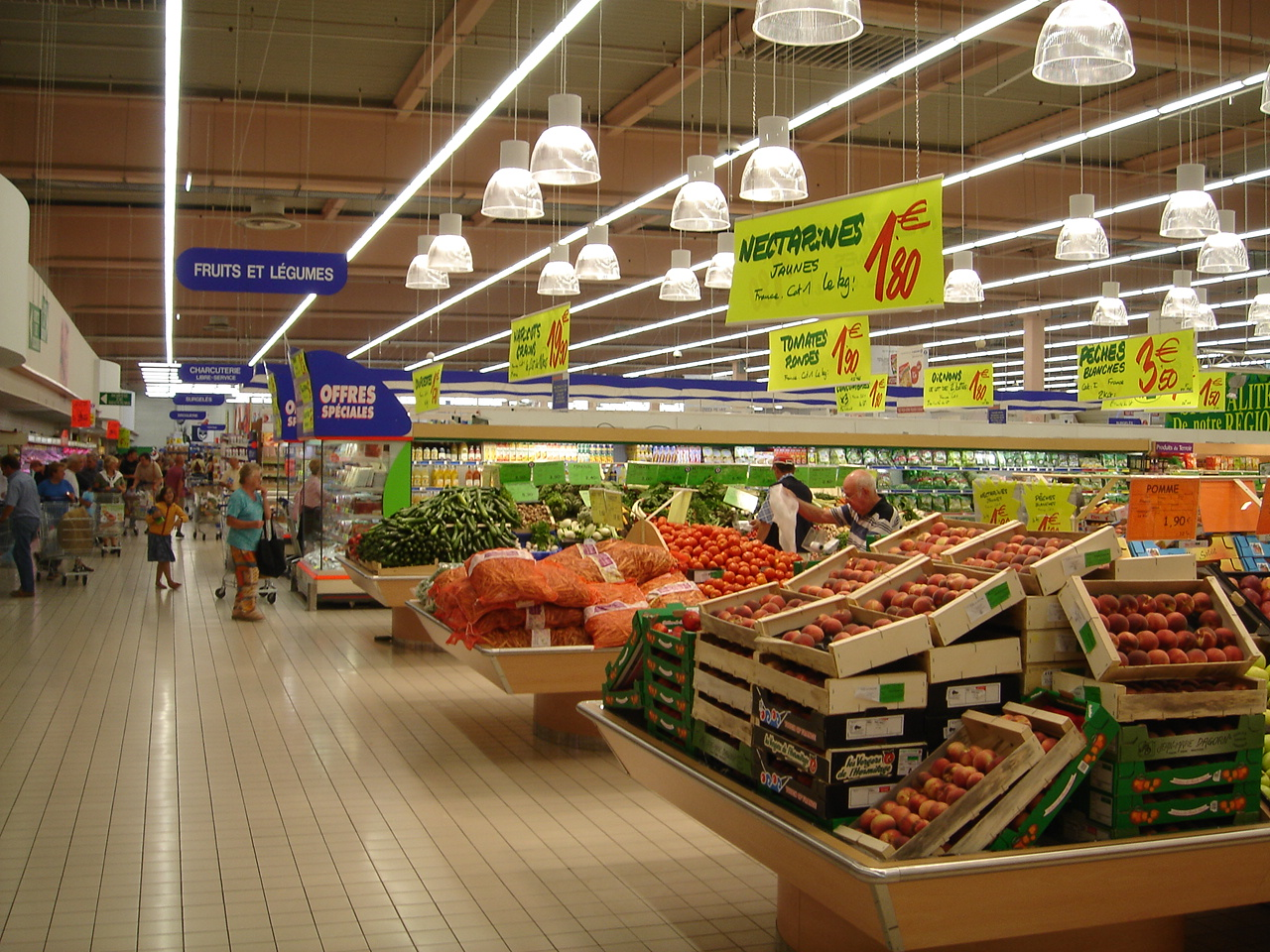
Innenansicht: Alle Bereiche sind mit Einkaufswagen erschließbar

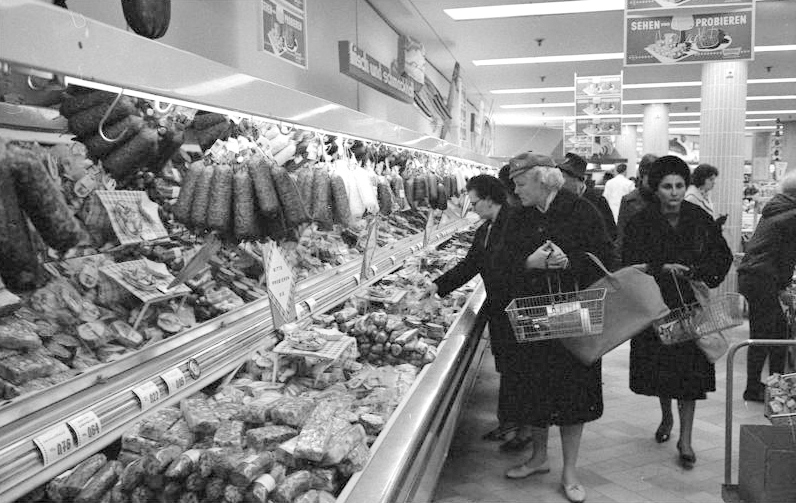
Selbstbedienung im Kaufhof in Bonn 1962

Ein Selbstbedienungs-Warenhaus oder Hypermarkt ist ein großflächiger Einzelhandelsbetrieb, der von seiner Aufmachung her an einen Supermarkt erinnert.

## Definition
SB-Warenhäuser haben große Verkaufsflächen, wodurch sie sich von Verbrauchermärkten abgrenzen; in Deutschland liegt die Schwelle bei 5000 m². 
SB-Warenhäuser bieten ein umfassendes Sortiment, vor allem an Lebensmitteln und Ge- und Verbrauchsgütern. Dabei werden Discount- und Fertigprodukte durch Frischwaren aus Fleisch-, Wurst-, Käse-, Fischtheke sowie Kühl- und Tiefkühlregalen ergänzt. Im Unterschied zu einem herkömmlichen Supermarkt finden sich zudem häufig weitläufige Non-Food-Abteilungen mit Bekleidung, Spielzeug, Sportartikeln, Elektronik usw. Dabei ist, anders als in Kaufhäusern oder klassischen Warenhäusern, die gesamte Verkaufsfläche supermarktmäßig angeordnet und mit Einkaufswagen über meist breite Kontaktstrecken befahrbar. Zwar wird in der Regel intensiv mit günstigen Preisen geworben, eine Discounter-Strategie ist allerdings wegen der erforderlichen Breite des Sortiments und der sehr großen Handelsflächen (hoher Kostenfaktor) nicht durchzuhalten.
Das SB-Warenhaus verzichtet auf kostenintensiven Kundendienst und setzt überwiegend auf Selbstbedienung. Es betreibt eine Dauerniedrigpreis- oder Sonderangebotspolitik.

## Standorte und Verbreitung
Typischerweise werden Hypermärkte „auf der grünen Wiese“ errichtet oder innerhalb von Einkaufszentren angesiedelt und sind somit sehr stark auf motorisierte Kunden ausgerichtet.
Das Einzelhandelsformat der Hypermärkte stammt aus Frankreich (dort: Hypermarché, insbesondere Carrefour, welche dieses Konzept dort als erste einführten) und den USA (Hypermarket, insbesondere Walmart). Es hat sich auch in manchen Teilen Europas (Großbritannien, Belgien, Luxemburg, Spanien) etabliert.

## SB-Warenhausketten in Europa (Auswahl)
- Asda (aus Großbritannien)
- Auchan (aus Frankreich, in mehreren Ländern vertreten)
- Bennet
- Carrefour (aus Frankreich, in mehreren Ländern vertreten)
- Conad (aus Italien, in mehreren Ländern vertreten)
- Coop (aus Italien)
- Géant Casino (aus Frankreich)
- Cora (aus Frankreich)
- E.Leclerc (aus Frankreich, in mehreren Ländern vertreten)
- Eroski (aus Spanien)
- Esselunga
- Géant (aus Frankreich)
- Globus (aus Deutschland, in mehreren Ländern vertreten)
- Hiper Froiz (aus Spanien)
- Intermarché (aus Frankreich, in mehreren Ländern vertreten)
- Maxi ICA Stormarknad (aus Schweden)
- Interspar
- Hipercor (aus Spanien)
- Kaufland (aus Deutschland, in mehreren Ländern vertreten)
- Panorama
- Sainsbury’s (aus Großbritannien)
- Tesco (aus Großbritannien, in mehreren Ländern vertreten)
- Système U (aus Frankreich)

### Deutschland
2020 wurden rund 139,4 Milliarden Euro im deutschen Lebensmitteleinzelhandel umgesetzt. SB-Warenhäuser machten davon einen Marktanteil von rund 16,1 Prozent aus. Zu den größten SB-Warenhausketten in Deutschland zählen Kaufland und Marktkauf.
Weitere:
- E-Center
- Famila
- Globus
- Rewe Center
- V-Markt (Georg Jos. Kaes)

Ehemalige SB-Warenhausketten:
- allkauf (1968–1998)
- Basar (1971–1992)
- BLV (1947–1996)
- Carrefour (1977–1979)[5]
- Continent (1990–1996)
- Esbella (1965–1992)
- Grosso-Magnet (bis 2000)
- Interspar (bis 1998)
- Meister (bis 2002)
- Massa AG (1964–1996)
- plaza (bis 2019)
- Real (1992–2024)
- Real-kauf (1967–1992)
- Schleckerland (1967–2010)
- Walmart (1997–2007)
- Wertkauf (bis 1997)

### Österreich

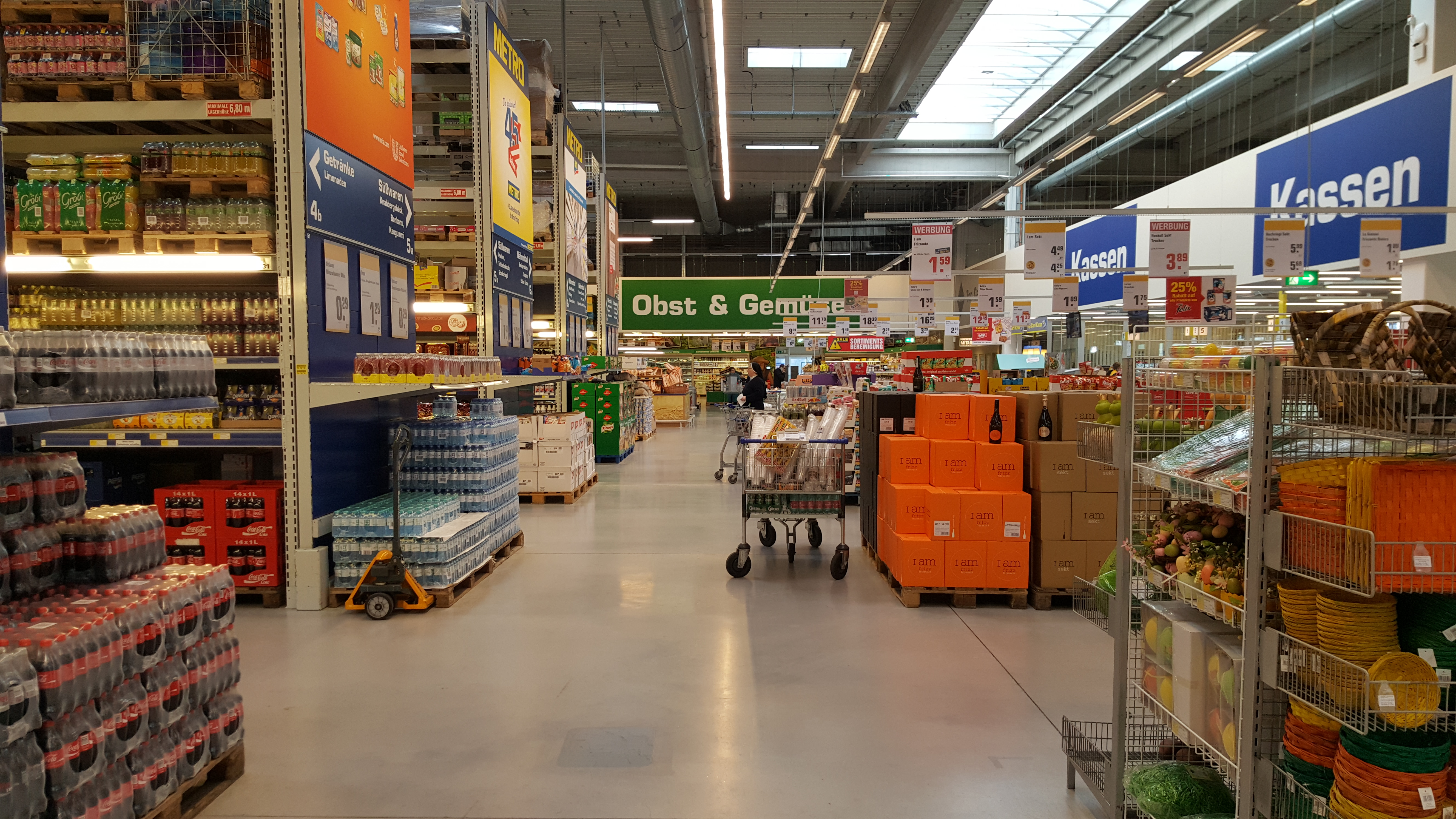
Metro Österreich in Wien-Simmering

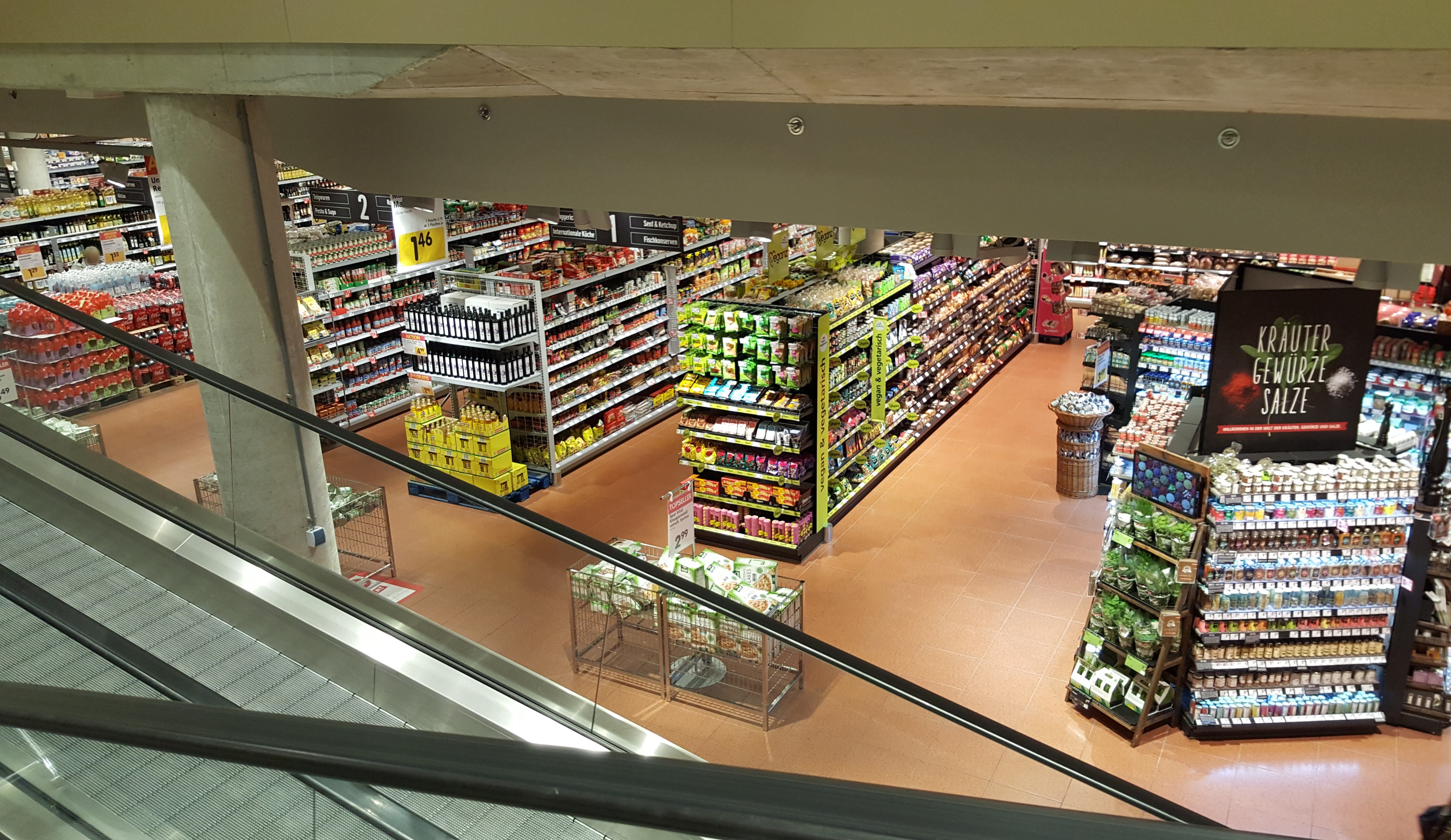
Hypermarkt Interspar Österreich in Wien-Floridsdorf

Hypermärkte in Österreich werden hauptsächlich von österreichischen Lebensmittelkonzernen betrieben. Neben eigenen österreichischen Hypermärkten wie Interspar oder Billa Plus gibt es auch Metro-Hypermärkte, die sich meist an den Stadtrandgebieten größerer Städte niedergelassen haben.
Laut eigener Aussage betreibt Spar Österreich seit den 1970er Jahren Hypermärkte, wobei sich die Verkaufsfläche zwischen 2.500 m² bis 8.000 m² beläuft.
Derzeitige Hypermärkte:
- Interspar
- Maximarkt (nur in Oberösterreich und Salzburg)
- Billa Plus

Ehemalige Hypermärkte:
- Carrefour
- Magnet (Tengelmann-Gruppe)

Als die Shopping City Süd im Jahre 1976 eröffnet wurde, entstand mit Carrefour der damals größte Einzelhandelsmarkt Österreichs mit einer Verkaufsfläche von 17.000 m² und 400 Mitarbeitern. Trotz der zunächst erfolgreichen Bilanz sanken nach und nach die Umsätze und Carrefour zog sich aus Österreich zurück.

### Schweiz
In der Schweiz werden großflächige Supermärkte von den beiden Großverteilern Migros und Coop betrieben. Für diese gibt es keinen eigenen Begriff, sowohl Hypermarkt als auch SB-Warenhaus sind dort nicht gebräuchlich: Bei Migros sind sie an der Anzahl der am Gebäude angebrachten Ms zu erkennen. Märkte der Variante MMM haben eine Fläche von durchschnittlich 7614 m². Coop führt sie teilweise unter der Bezeichnung Megastore, u. a. auch bei von Waro übernommenen Verkaufslokalen.
Ehemalige großflächige Supermärkte:
- Waro (1969–2003)
- Carrefour Schweiz (1999–2007)